# 安楽兼道

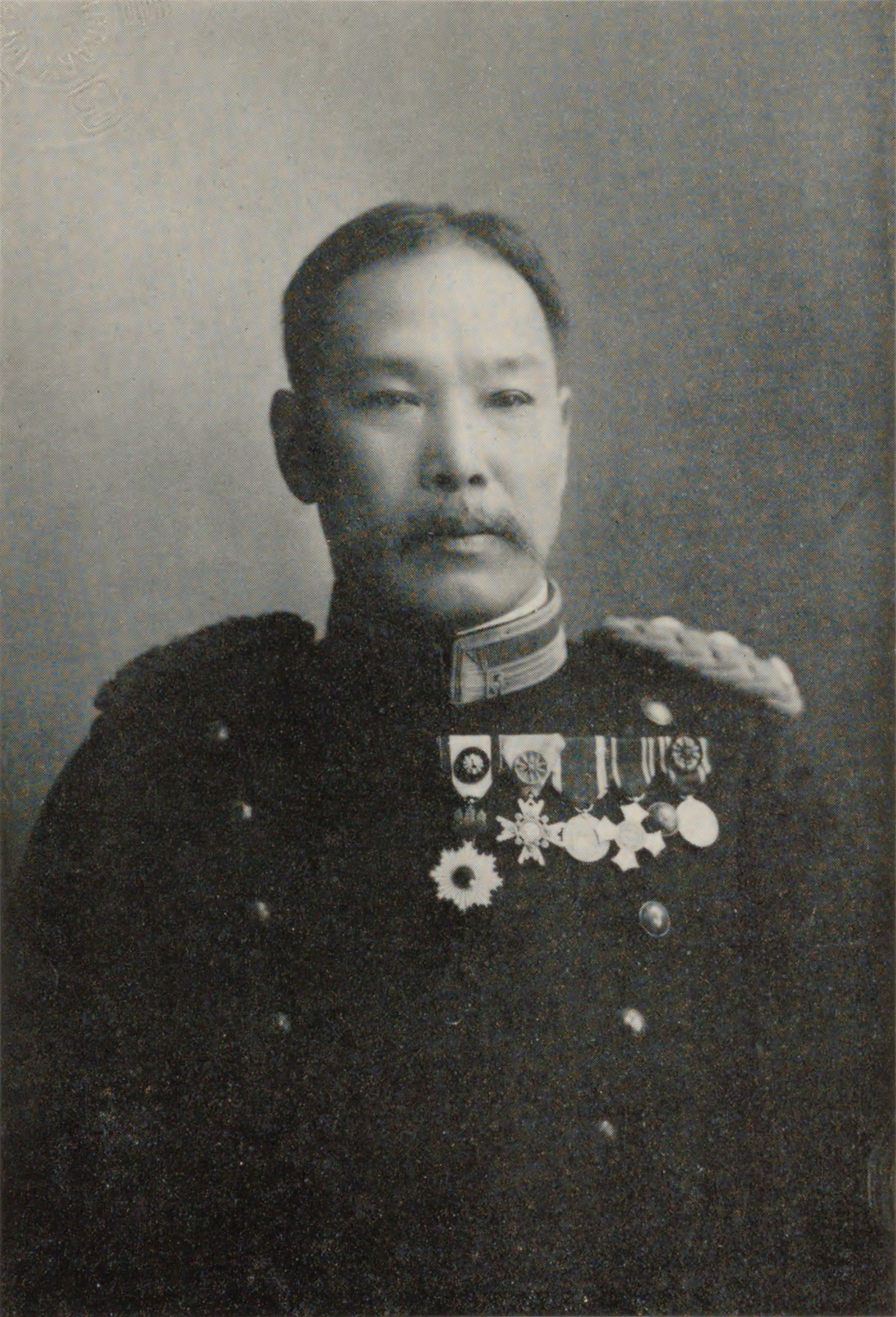
安楽兼道

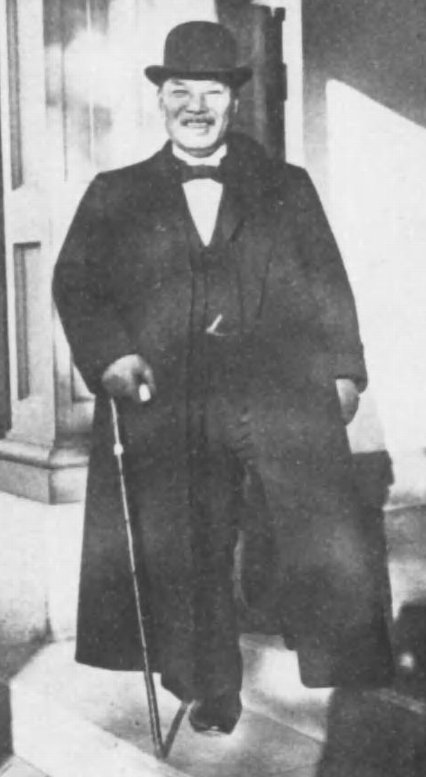
安楽兼道

安楽 兼道（あんらく かねみち、1851年1月13日（嘉永3年12月12日） - 1932年4月12日）は、日本の内務官僚、政治家。県知事、貴族院議員、警視総監、実業家、錦鶏間祗候。

## 経歴
薩摩藩士・新納一角の二男として薩摩国給黎郡喜入郷中名村麓（現在の鹿児島市喜入町）に生まれ、安楽兼通の養子となる。明治4年4月（1871年5-6月）、御親兵徴士として上京。1873年10月に除隊し帰郷したが、1874年11月に再上京した。
1875年3月、警視庁警部補に任官。以後、石川県三等警部兼金沢警察署長、石川県警察本署長、警視庁品川警察署長、高知県警察部長、熊本県警察部長、熊本県書記官などを歴任。
1896年12月、山口県知事に就任。以後、福島県知事、岐阜県知事を経て、1899年4月、内務省警保局長となる。1900年10月に警視総監に就任し、1901年6月まで在任。1904年8月22日、貴族院勅選議員に選出され、交友倶楽部に属し死去するまで在任。1914年4月21日、錦鶏間祗候を仰せ付けられた。
その後、警視総監に三度再任され、合計4度、警視総監を務めた。警視総監の再任経験者の中では最多再任回数である。
1915年7月から1921年5月まで大日本人造肥料株式会社会長を務めた。
その他、警察監獄学校商議委員、日本大博覧会評議員、大喪使事務官、大礼使参与官などを歴任した。墓所は青山霊園。

## 栄典・授章・授賞
位階
- 1896年（明治29年）12月25日 - 正五位[4]
- 1901年（明治34年）7月20日 - 従四位[5]

勲章等
- 1897年（明治30年）6月26日 - 勲五等瑞宝章[6]
- 1898年（明治31年）12月28日 - 勲四等瑞宝章[7]
- 1914年（大正3年）4月1日 - 勲二等瑞宝章[8]
- 1916年（大正5年）4月1日 - 旭日重光章[9]